# Joseph Gallo
Joseph "Joe" Edward Gallo, Jr. (Antioch, Califórnia, 11 de Setembro de 1919 -  Livingston, Califórnia, 17 de Fevereiro de  2007) foi um rancheiro californiano.
Joseph era o mais novo dos três filhos de Joseph e Susie Gallo. Os pais morreram quando Joseph tinha 13 anos de idade, tendo sido os seus irmãos, Ernest e Julio, bem como as suas esposas, que acabaram de criá-lo.
Joseph vivia em Livingstone, Modesto, onde os seus irmãos, Ernest e Julio Gallo, construíram o seu império vitivinícula a partir da década de 1930. 
Depois de servir na Aviação Militar norte-americana durante a Segunda Guerra Mundial,  voltou à Califórnia para trabalhar com os irmãos na gestão das vinhas familiares, nos arredores de Modesto, o que fez  durante 20 anos. 
Durante a década de 1960 Joseph estabeleceu-se por conta própria. Adquiriu um rancho para criação de gado, vinhedos e eventualmente uma indústria de lacticínios, que se tornou numa das maiores produtoras de queijo do estado, sob a marca Joseph Farms. Em 1979, construiu a sua primeira fábrica de queijos, com 4.000 vacas leiteiras.
No início da década de 1980, Joseph iniciou uma campanha de marketing, usando o nome  Gallo. Os seus irmãos insurgiram-se, alegando uma infracção de marca registada,  a qual o tribunal confirmou.
Joseph Gallo levantou então um processo contra os acusadores em 1986, reivindicando um terço na bilionária E&J Gallo wine company. Alegou que os seus pais fundaram a adega a que deram o nome "Gallo", e por isso ele tinha direito a um terço dos interesses. Um dos seus advogados era Jess Jackson, que em 1982 fundara a Kendall-Jackson winery, que desde então crescera ao ponto de se tornar numa das companhias vinícolas líderes, na nação. 
Joseph Gallo perdeu a batalha legal e mudou o nome dos seus negócios para Joseph Farms, uma companhia que emprega actualmente cerca de 500 funcionários a tempo inteiro.
Mais jovem 10 anos que Ernest e Julio, Joseph Gallo nunca foi muito chegado aos seus irmãos, apesar de ter sido criado por eles depois do assassinato-suicídio dos seus pais. Tal como os seus irmãos, Joseph manteve uma vida privada discreta, até que as batalhas legais se tornaram tema de primeira página nos jornais. A sua indústria queijeira estava entre as maiores do país, e foi creditado pela ajuda que deu a outros produtores de queijos, colocando os seus produtos em toda a nação. 
Joseph faleceu em sua casa, rodeado pela família, aos 87 anos de idade, devido a doença arrastada. Sobreviveu-lhe a sua família mais chegada, e o seu irmão mais velho, Ernest Gallo, que viria a morrer 17 dias depois. Julio Gallo morrera em 1993.